# Herb Lubalin
Herbert Frederick Lubalin (17. března 1918 – 24. května 1981) byl americký art director, grafický designer a typograf.

## Život
Spolupracoval s nakladatelem Ralphem Ginburgem na jeho čtyřech periodických časopisech: Eros, Fact a Avant Garde a byl zodpovědný za jejich vizuální stránku.
Navrhl celou řadu písem jako např. ITC Avant Garde či ITC Lubalin Graph.
V roce 1964 založil svou vlastní agenturu Lubalin Inc., v níž se do roku 1969 vystřídalo více partnerů (mezi jinými Tom Carnase, Alan Peckolick). Od roku 1969 nesla jméno Lubalin, Smith & Carnase Inc.
V roce 1970 spoluzaložil International Typeface Corporation (ITC).